# Lettera (Benji & Fede)
Lettera è un singolo del gruppo musicale italiano Benji & Fede, pubblicato il 13 novembre 2015 come terzo estratto dal primo album in studio 20:05.

## Video musicale
Il videoclip, diretto da Mauro Russo e girato a Parigi, è stato pubblicato il 9 novembre 2015 attraverso il canale YouTube della Warner Music Italy.

## Tracce
Testi di Jacopo Angelo Ettorre, musiche di Jacopo Angelo Ettorre, Luca Valsiglio.
1. Lettera – 3:57